# Дерцели
Дерцели (груз. დერცელი) — село в Грузии, на территории Адигенского муниципалитета края (мхаре) Самцхе-Джавахети.

## География
Село находится в южной части Грузии, на правом берегу реки Гагвисцкали (левый приток Кваблиани), на расстоянии 13 километров (по прямой) к северо-западу от посёлка городского типа Адигени, административного центра муниципалитета. Абсолютная высота — 1559 метров над уровнем моря.

## Население
По результатам официальной переписи населения 2014 года, в Дерцели проживало 255 человек (120 мужчин и 135 женщин). В национальной структуре населения грузины составляли 100 %.
| Год  | Население, человек |
| ---- | ------------------ |
| 2002 | 326                |
| 2014 | ↘ 255              |